# Tu bandera es un lampo de cielo
Tu bandera es un lampo de cielo, est l'hymne national du Honduras, qui a été adopté en 1915. Les paroles sont de Augusto Coello et la musique a été composée par Carlos Hartling. Lors des cérémonies officielles, seuls le refrain, la dernière strophe et à nouveau le refrain sont chantés.
Cet hymne mentionne notamment la France dans sa 5e strophe et dans des termes assez élogieux, en la citant comme exemple révolutionnaire :
"Era Francia, la libre, la heroica,

que en su sueño de siglos dormida

despertaba iracunda a la vida

al reclamo viril de Dantón;

era Francia que enviaba a la muerte

la cabeza del rey consagrado

y que alzaba, soberbia a su lado

el altar de la Diosa razón."